# I've Been Waiting for This Night
I've Been Waiting for This Night è un singolo del cantante lituano Donny Montell, pubblicato l'8 marzo 2016 ed estratto dal secondo album in studio #Blck.

## Promozione
A partire da gennaio 2016 Donny ha partecipato a Eurovizijos atranka, il programma di selezione del rappresentante lituano all'annuale Eurovision Song Contest. Dopo essersi piazzato dietro a United di Rūta Ščiogolevaitė e a Leading Me Home di Erica Jennings per varie settimane, nella serata finale del 12 marzo è riuscito a ottenere il massimo dei punti dalla giuria e dal pubblico (18 962 televoti), garantendosi un posto sul palco eurovisivo per la seconda volta dopo Love Is Blind nel 2012.
Per promuovere la sua canzone Donny si è esibito a Tel Aviv l'11 e il 13 aprile 2016 durante il concerto Israel Calling. Il mese successivo, dopo essersi qualificato dalla seconda semifinale, Donny Montell si è esibito nella finale eurovisiva a Stoccolma, dove si è piazzato al 9º posto su 26 partecipanti con 200 punti totalizzati.

## Tracce
Testi e musiche di Jonas Thander e Beatrice Robertsson.
1. I've Been Waiting for This Night – 3:03